# Покрівельна черепаха Сміта
Покрівельна черепаха Сміта (Pangshura smithii) — вид черепах з роду Покрівельна черепаха родини Азійські прісноводні черепахи. Має 2 підвиди. Отримала назву на честь шотландського зоолога Ендрю Сміта.

## Опис
Загальна довжина карапаксу досягає 23 см. Голова невелика, морда витягнута. Шкіра зверху голови поділена на великі щитки. Карапакс еліптичний, розширюється у задній частині, наділений кілем. Пластрон довгий і вузький.
Голова жовтувато—сіра або рожево—сіра з червоно-коричневими плямами з боків, що розташовані над темними плямами. Шия сіра з жовтими смугами. Колір карапаксу коливається від коричневого до жовто—коричневого, кіль має темне забарвлення. Пластрон і перемичка жовтого кольору з великими темними плямами на кожному щитку.
Підвиди розрізняються за забарвленням. У Kachuga smithii smithii малюнок пластрону складається з великих темних плям. Голова цілком темна, як зовнішня поверхня кінцівок. У
Kachuga smithii pallidipes темного малюнка на пластрона немає. На голові тільки темні смуги по боках, а темна пігментація на кінцівках менш виражена.

## Спосіб життя
Полюбляє канали, ставки та озера. Зустрічається на висоті до 600 м над рівнем моря. Під час сухого сезону стає кволою, ховається у бруді. Харчується рибою, жабами, креветками, комахами, хробаками, фруктами, пагонами рослин родів Amaranthus, Typhaceae, Carex, Polygonum, а також Cynodon dactylon.
Самиця стають статевозрілими при довжині карапаксу 12,5 см, а самці — 9,5 см. Гніздування відбувається на піщаних берегах річок з серпня по середину листопада. Самиця відкладає 3—11 білих подовжених яєць розміром 39,2—54x22—24,7 мм за сезон буває 2 кладки.

## Розповсюдження
Мешкає у басейні річки Інд у Пакистані та на північному заході Індії, часто трапляється у Непалі, а також у басейні річки Ганг у Бангладеш.

## Підвиди
- Pangshura smithii smithii
- Pangshura smithii pallidipes